# イリュストラシオン・ユーロピエンヌ
イリュストラシオン・ユーロピエンヌ (仏：L'Illustration européenne) は、ベルギーで発刊されたフランス語によるイラスト入り週刊情報誌。「国際家族日記」をサブテーマとし、1870年から1914年まで刊行された。

## 歴史
『イリュストラシオン・ユーロピエンヌ』はブリュッセルを拠点として1870年11月から1914年8月まで発行された。本社はChaussée de Louvainの1番にあり、この地は1877年にサン＝ジョス＝タン＝ノードのマドゥ広場と改称した。印刷業務はJ.グロスが担当した。
設立者はロマン的な作家のマルスラン・ラ・ガルドで、創刊後18年間は彼の連載小説とアルデンヌの民間伝承に基づいた物語の記事が誌面を占めていた。
挿絵はフスタフ・ワッペルス、ジャン＝フランソワ・ポルテール、ギュスターヴ・ドレ、ジュール・フェラ、フラン・ヴァン・カイク、V. de Doncker、アルフォンス・ド・ヌヴィル、フランソワ・パンネマーケル、アンリ・ヴァン・デル・エクト（Henri Van der Hecht）、ジョン＝ルイス・ブラウンなどによる木版画が掲載された。
1886年からはリトグラフも使用されるようになったが、新しい技術の導入には消極的で、カトリック・イラスト協会の後援者でアート・ディレクターのアンリ・ボガーツ（Henri Bogaerts, 1841–1902）は写真から版画を作成するプロセスを採った。
記事の内容も保守的でカトリックの価値観に近かった。政治、法律、社会生活、芸術、災害、科学、旅行、発見のほか、自然現象や地理的探査のトピックを採り上げ、幅広い現在の出来事を題材とした。
本誌は1年を通じてナンバリングされ、週刊で年間52巻発行された。創刊号は普仏戦争におけるプロイセンのフランス侵攻を特集し、最終号は第一次世界大戦におけるベルギーのドイツ侵略を採り上げた。

## 寄稿者（一部）
| - John-Lewis Brown - V. de Doncker - Henri Van der Hecht - Léontine de Montaigle - Alphonse de Neuville | - Mathilde De Veilles - Gustave Doré - Jules-Descartes Férat - Frans Van Kuyck - Eugène Gens | - François Pannemaker - Jean-François Portaels - Joseph Stevens - Georges Rodenbach - Théo Speé - Gustave Wappers |

## イラスト・ギャラリー

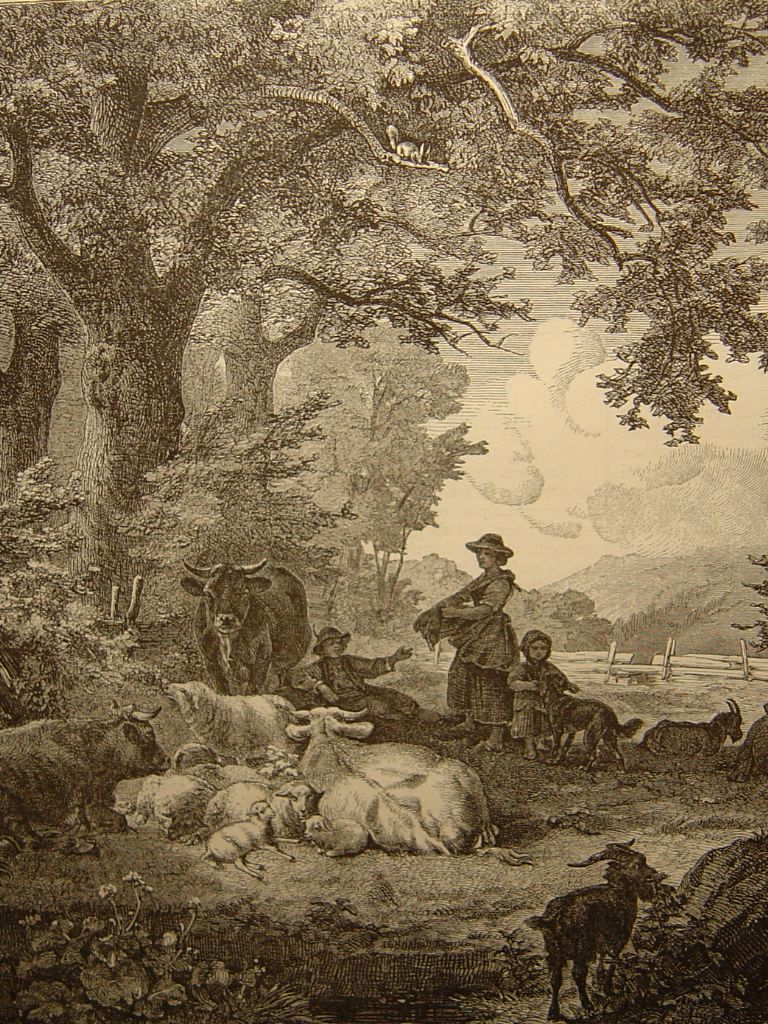
動物のいる風景
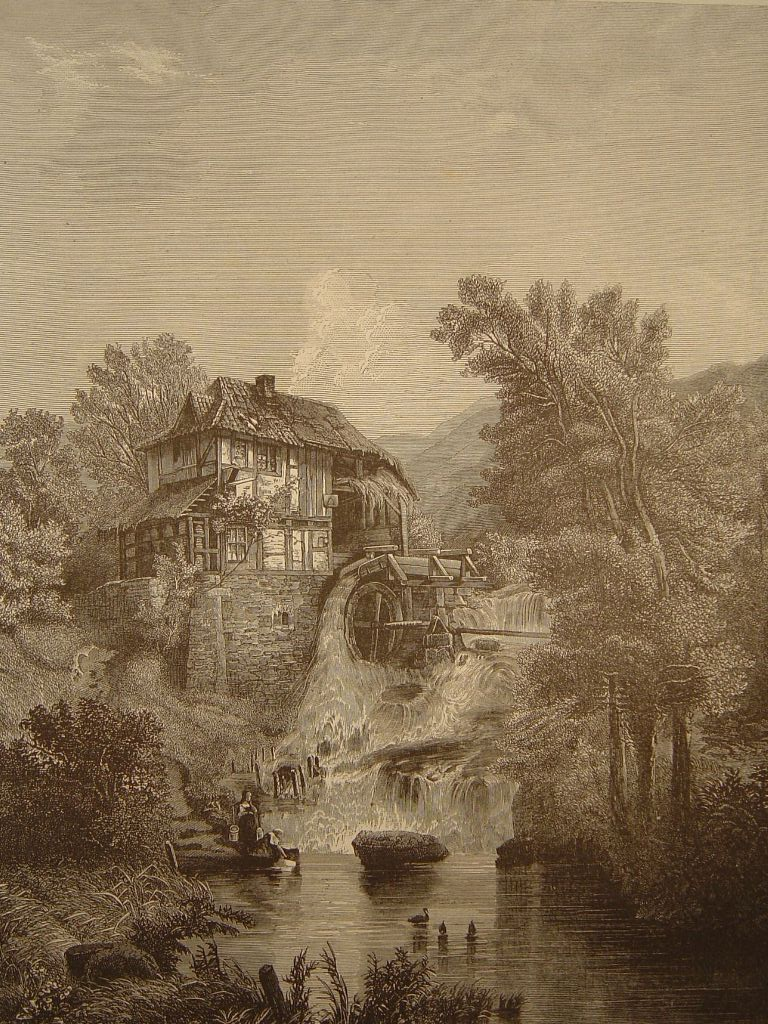
水辺にて
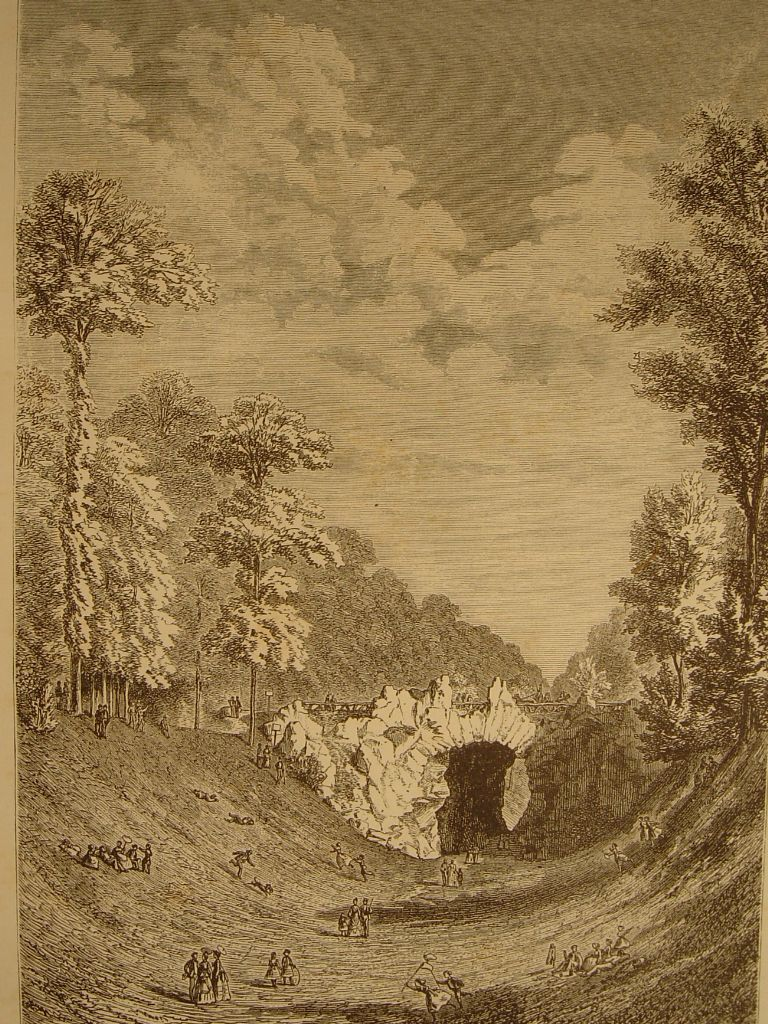
森の素朴な橋
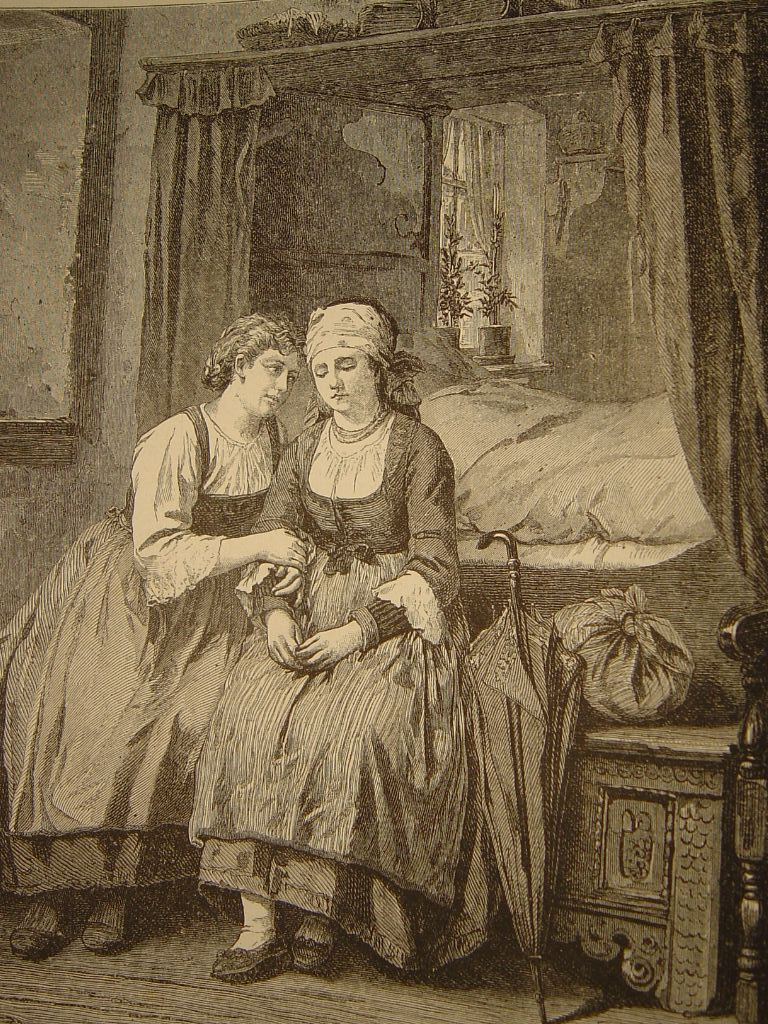
なぐさめ
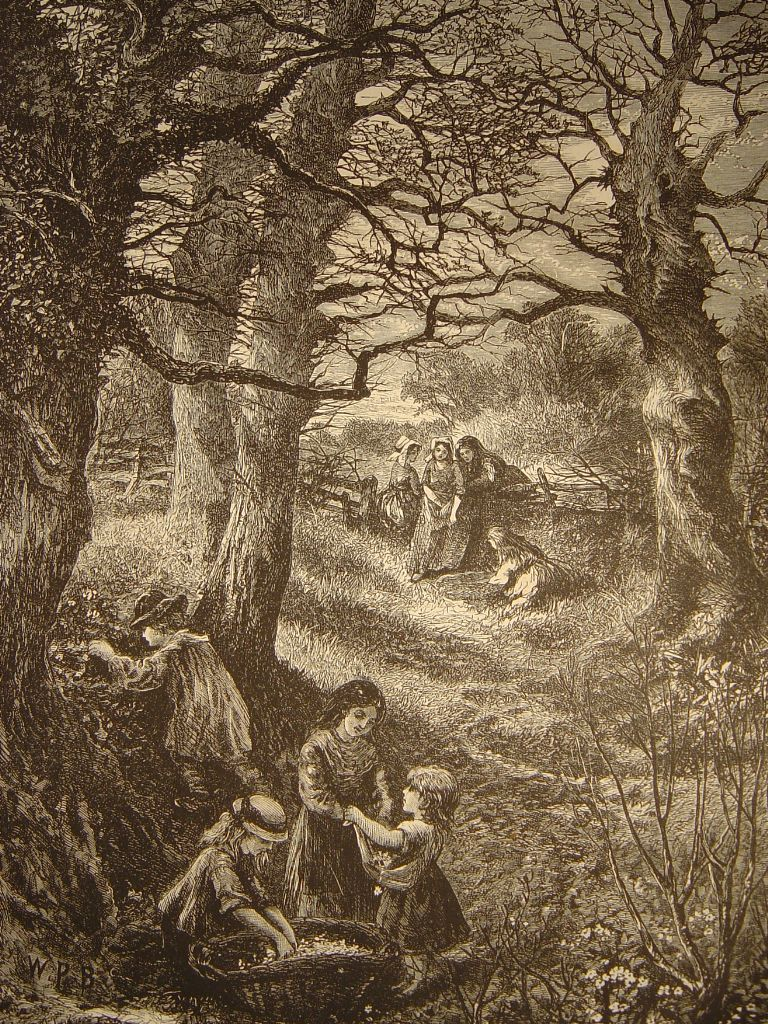
森の中で
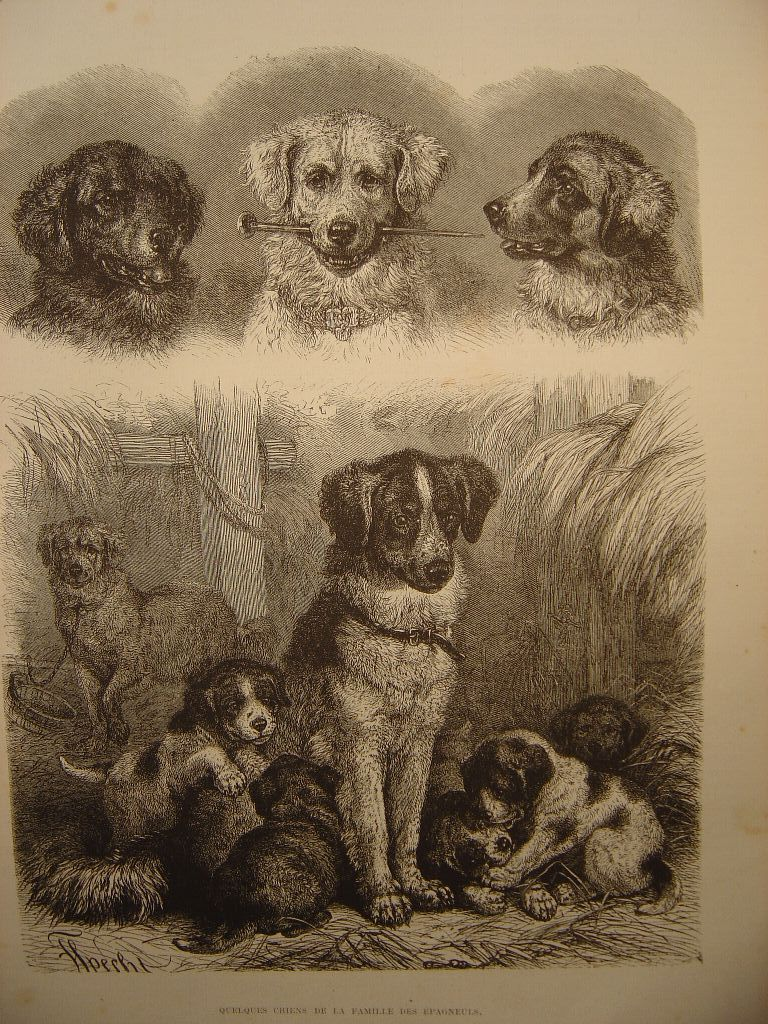
スパニエル
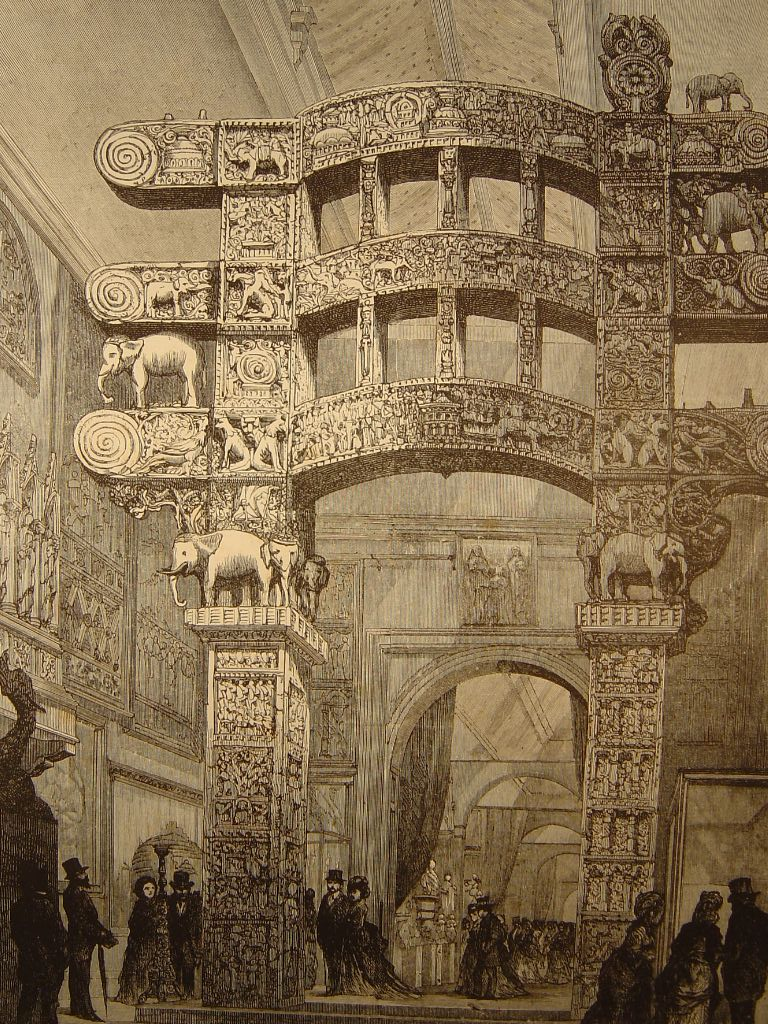
ロンドン国際展示会

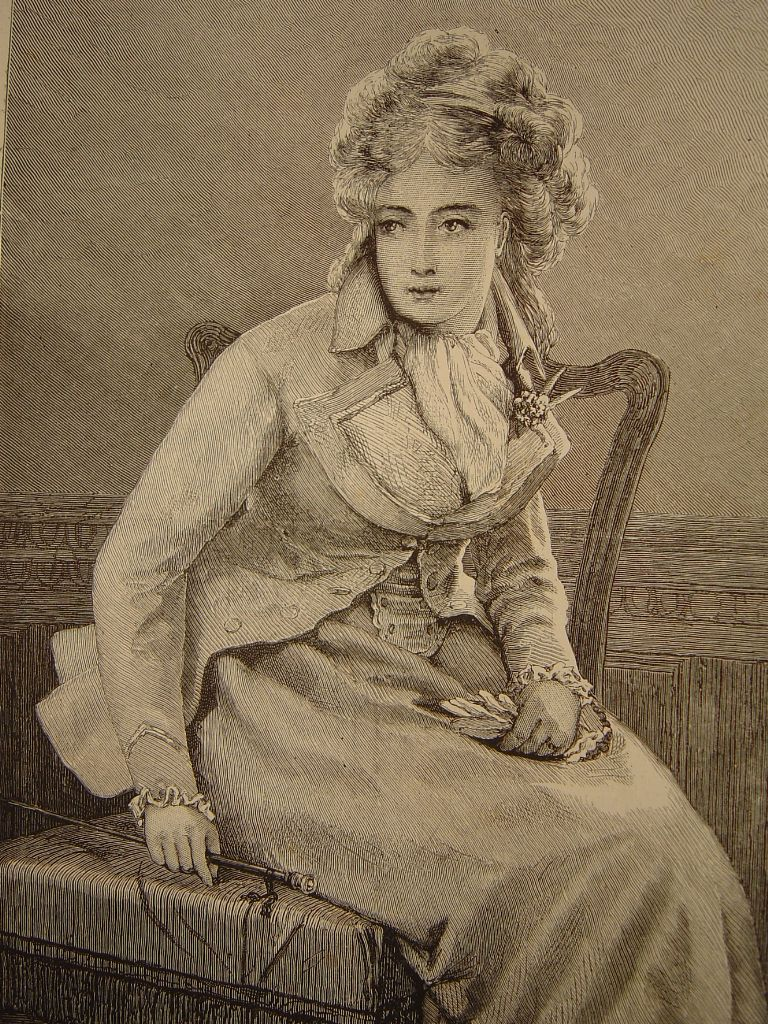
祖母のドレスを着た少女
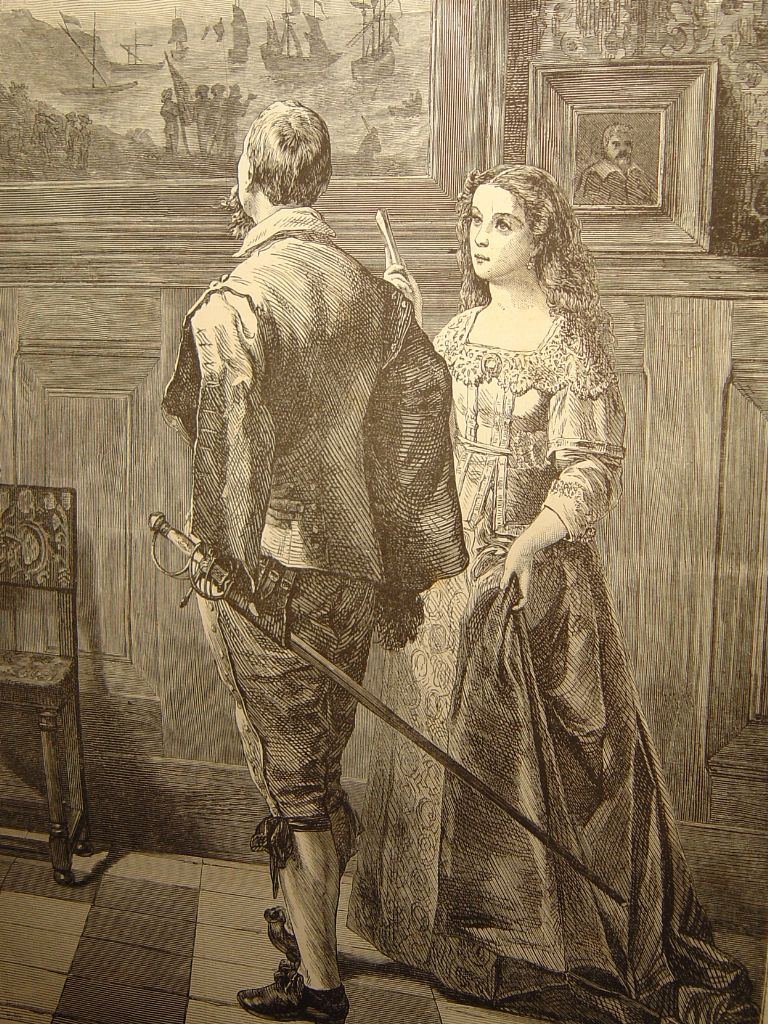
私はそこにいた
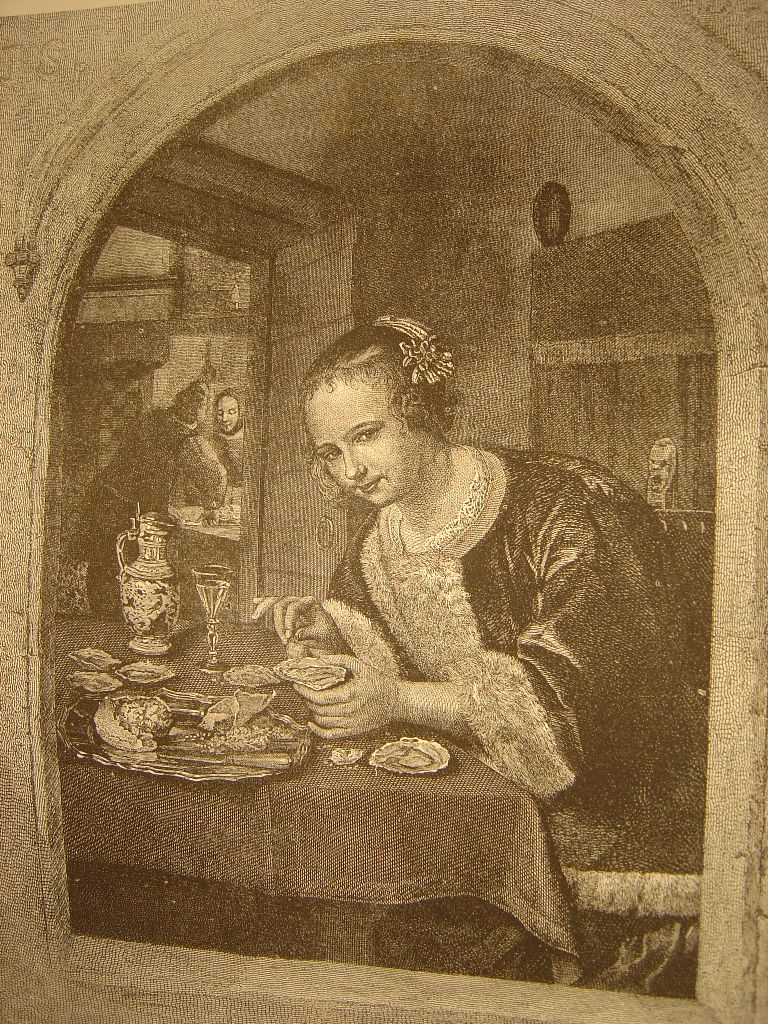
カキを食べる若い女性
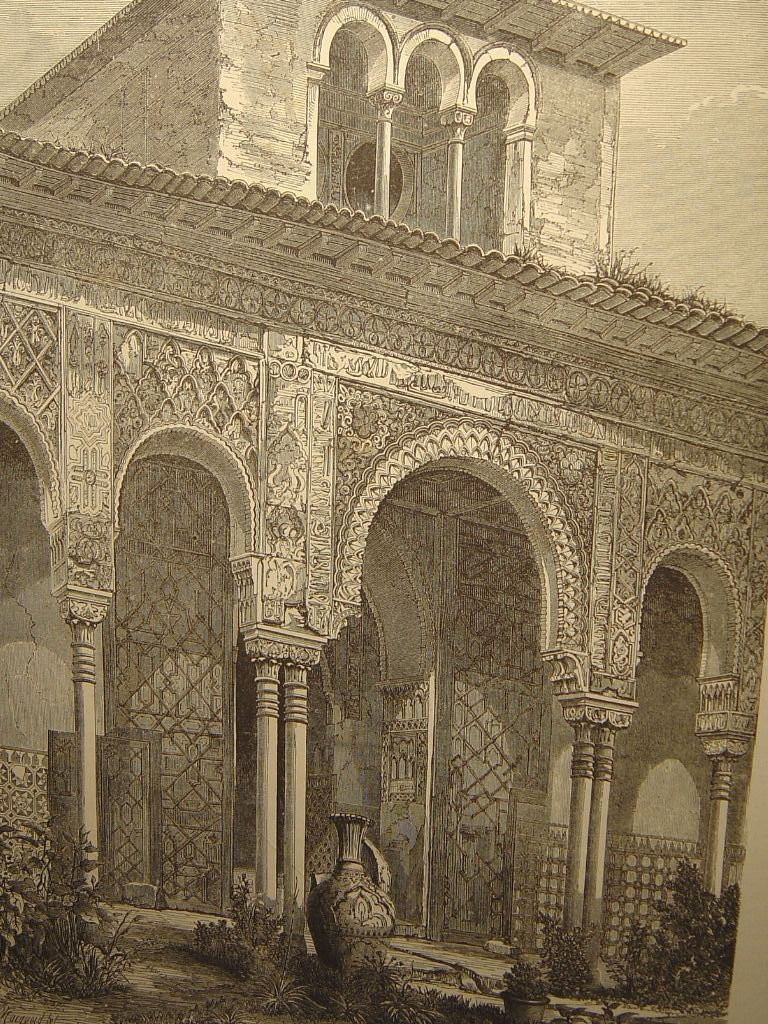
アルハンブラ宮殿
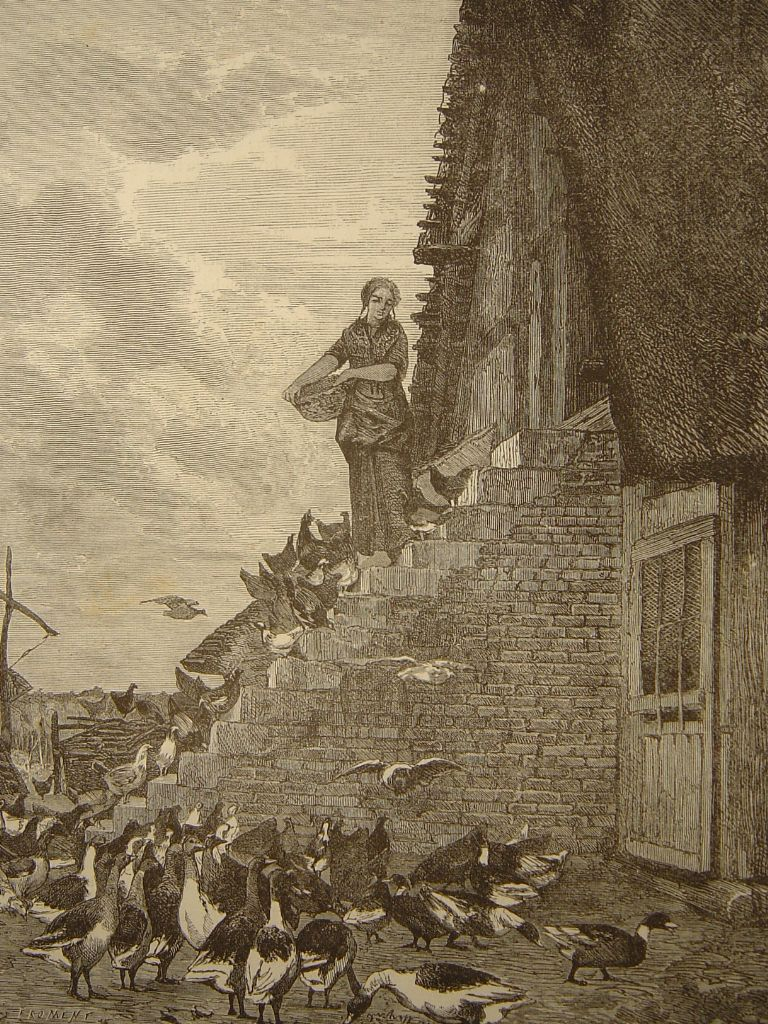
呼び出し
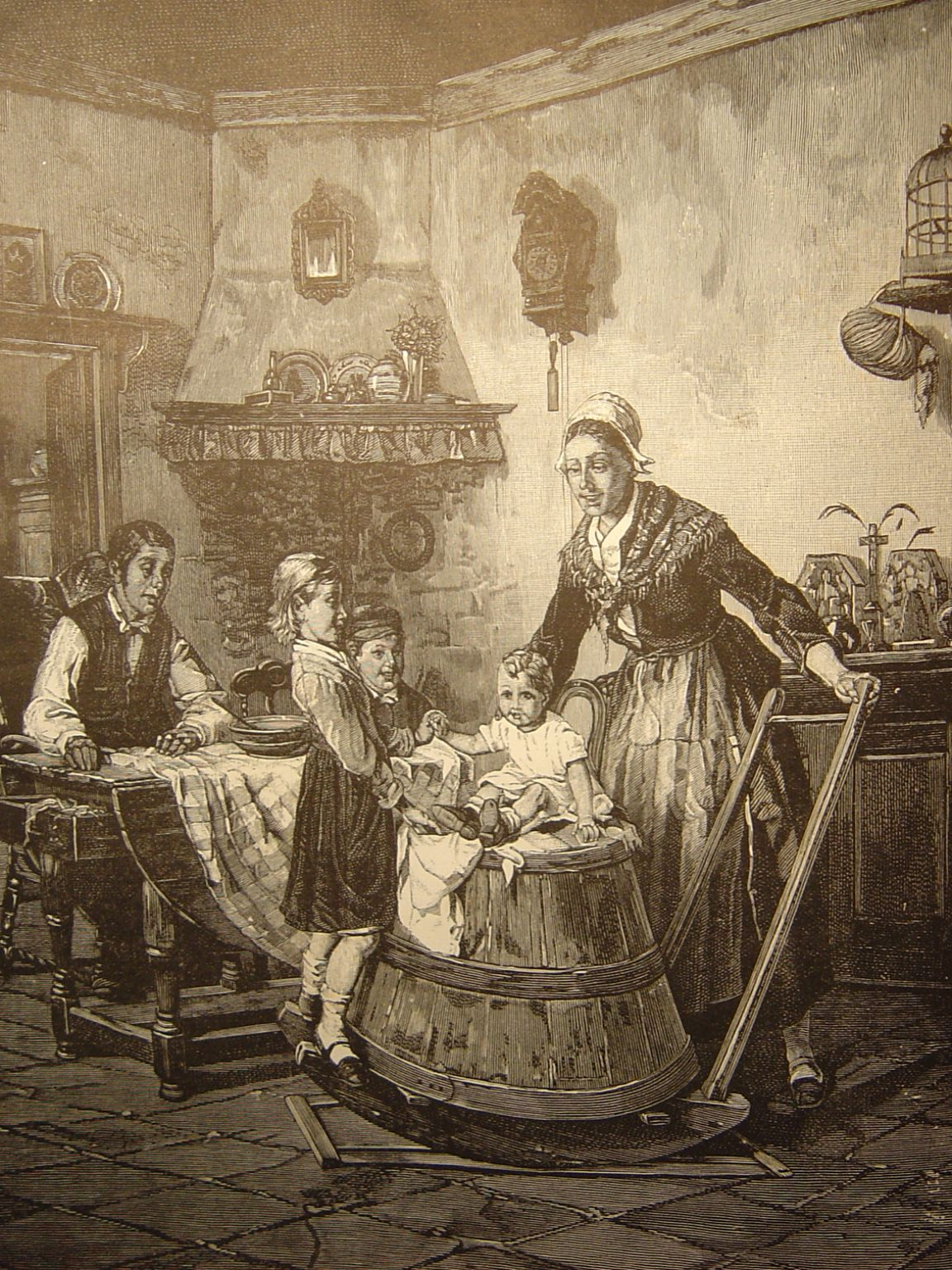
昼の憩い
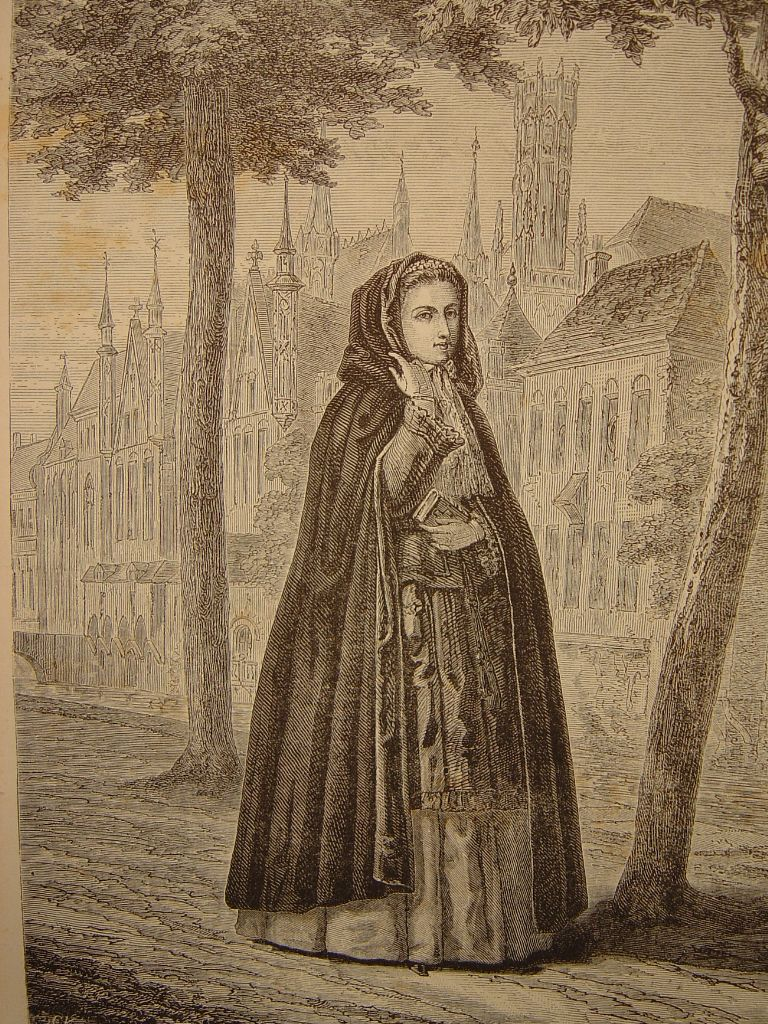
ブルージュにて

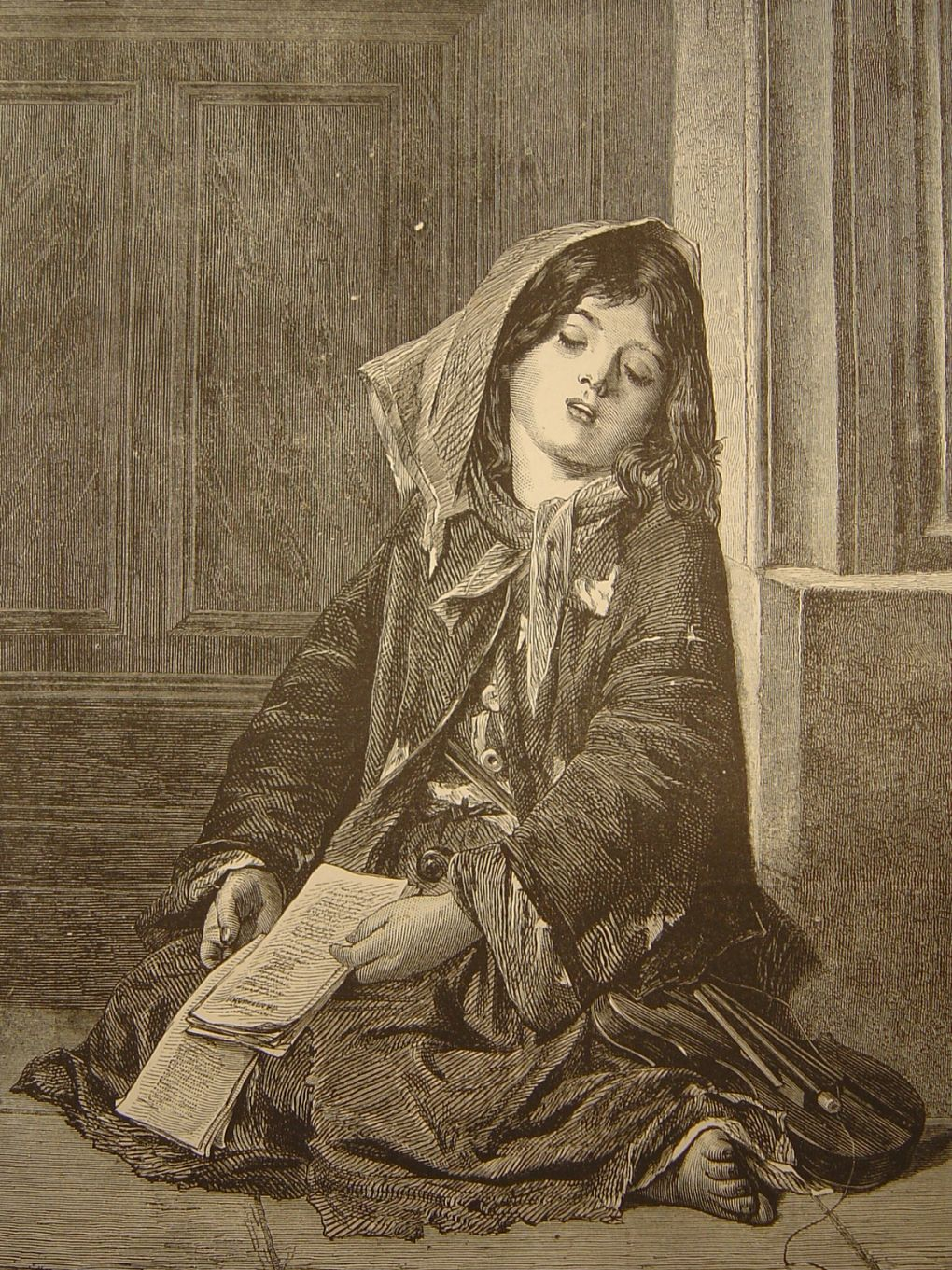
通りの歌手
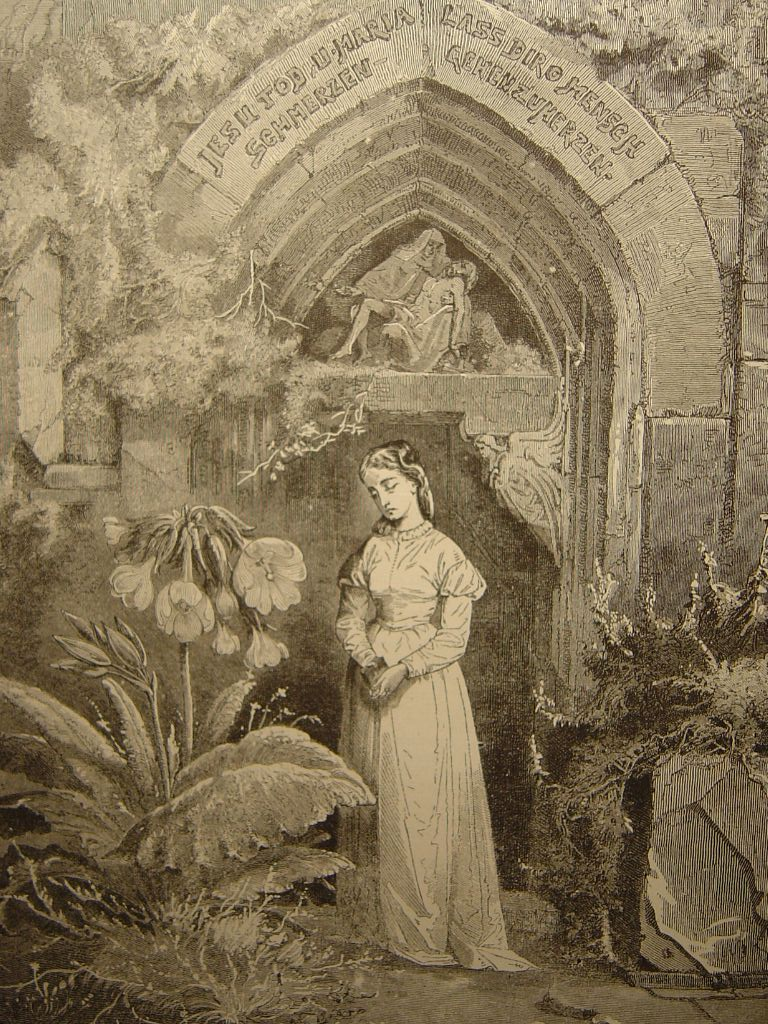
天の花の伝説
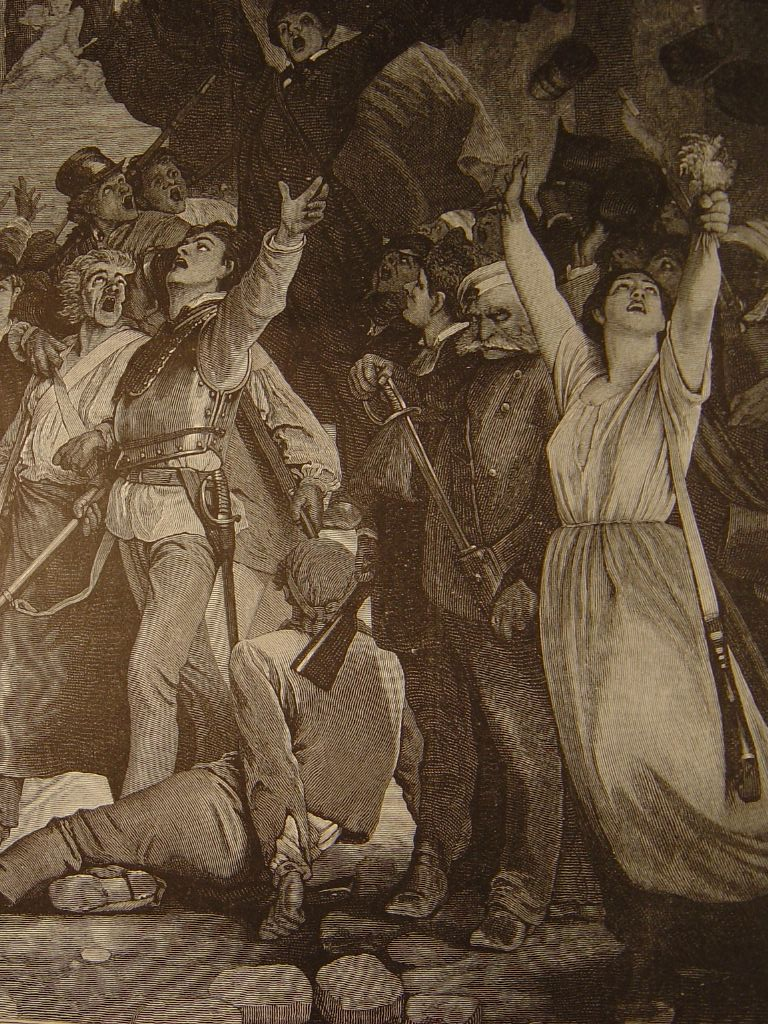
独立の叫び
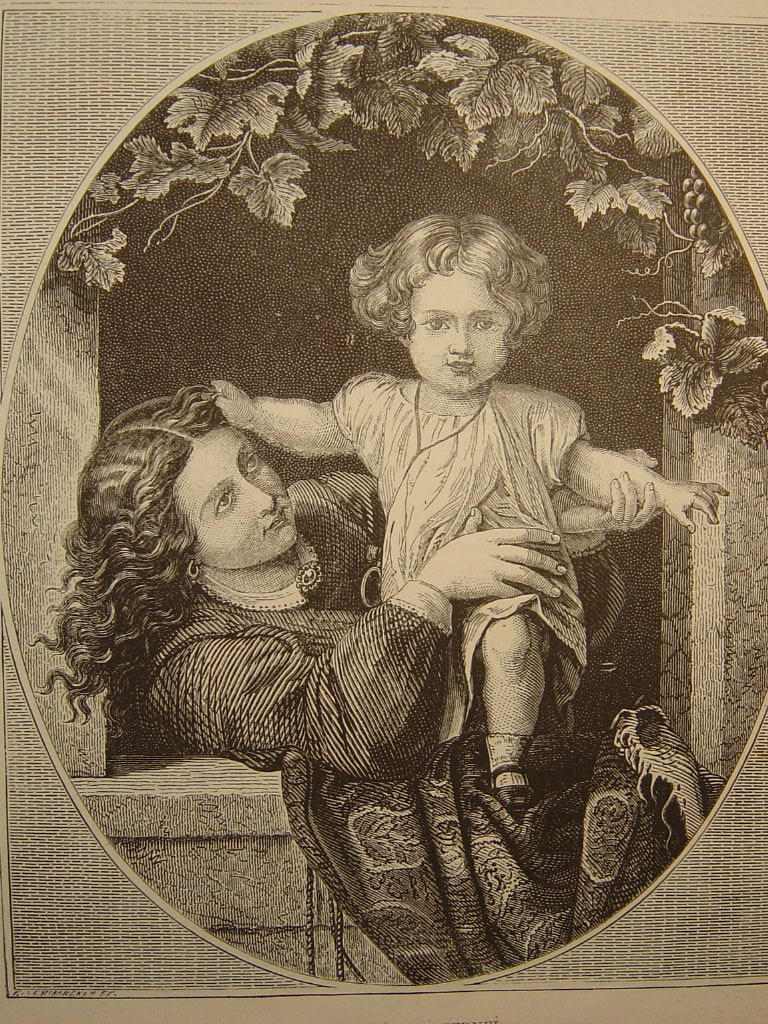
母親の宝石
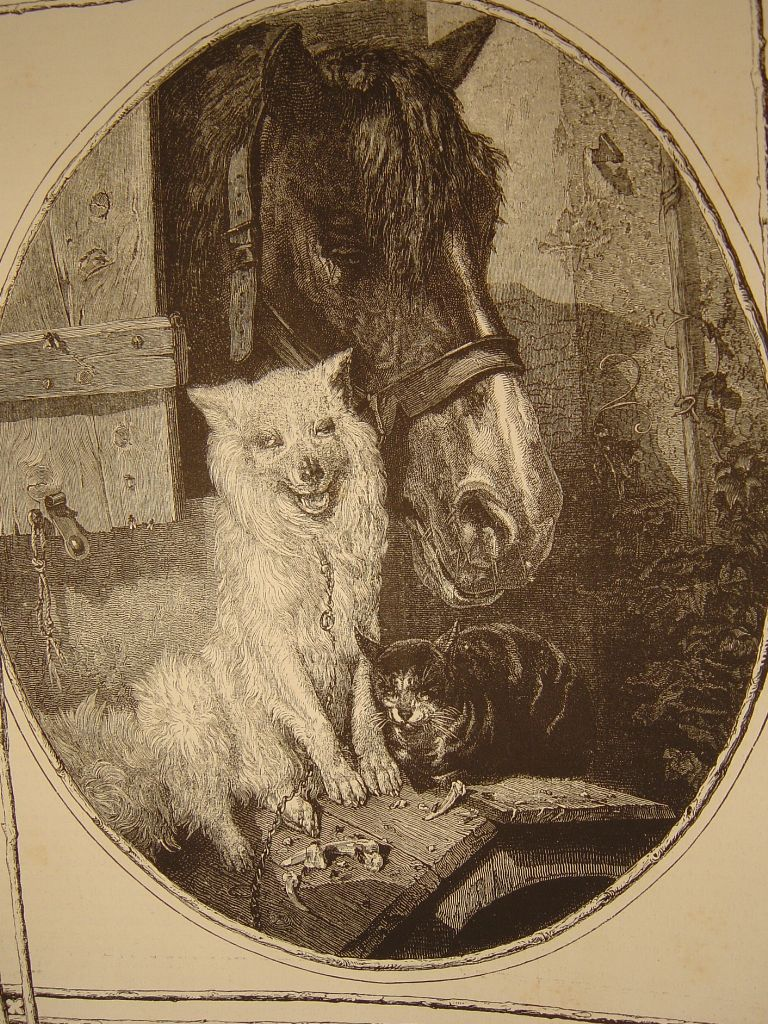
昼寝
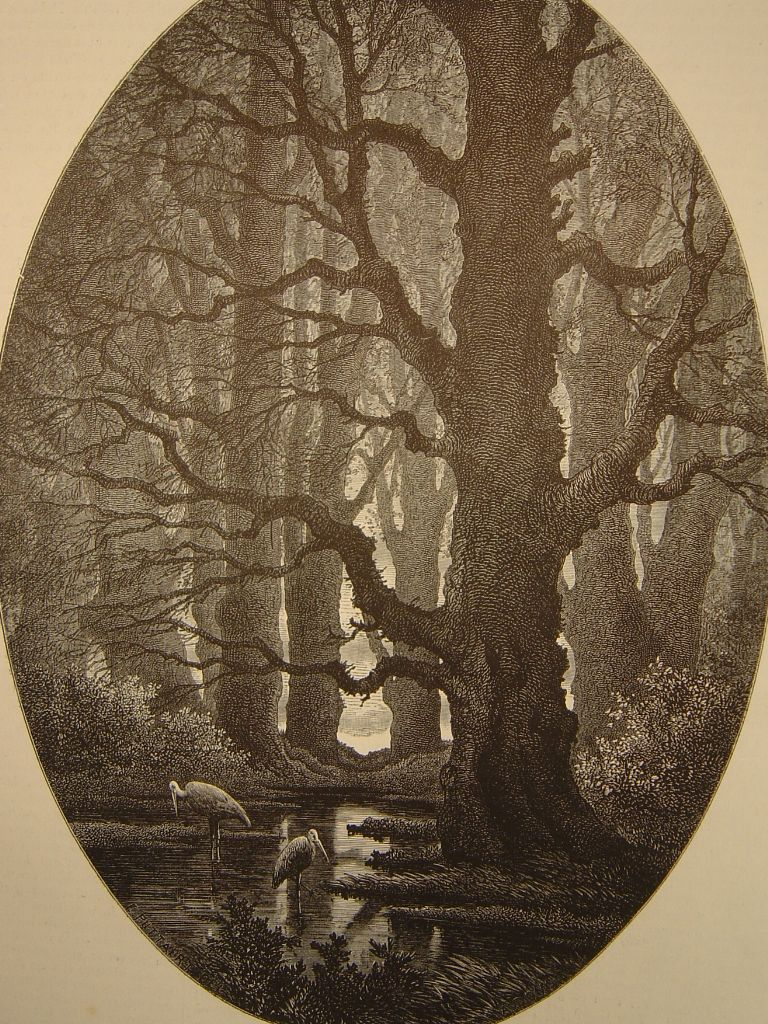
ラローシュの樹木
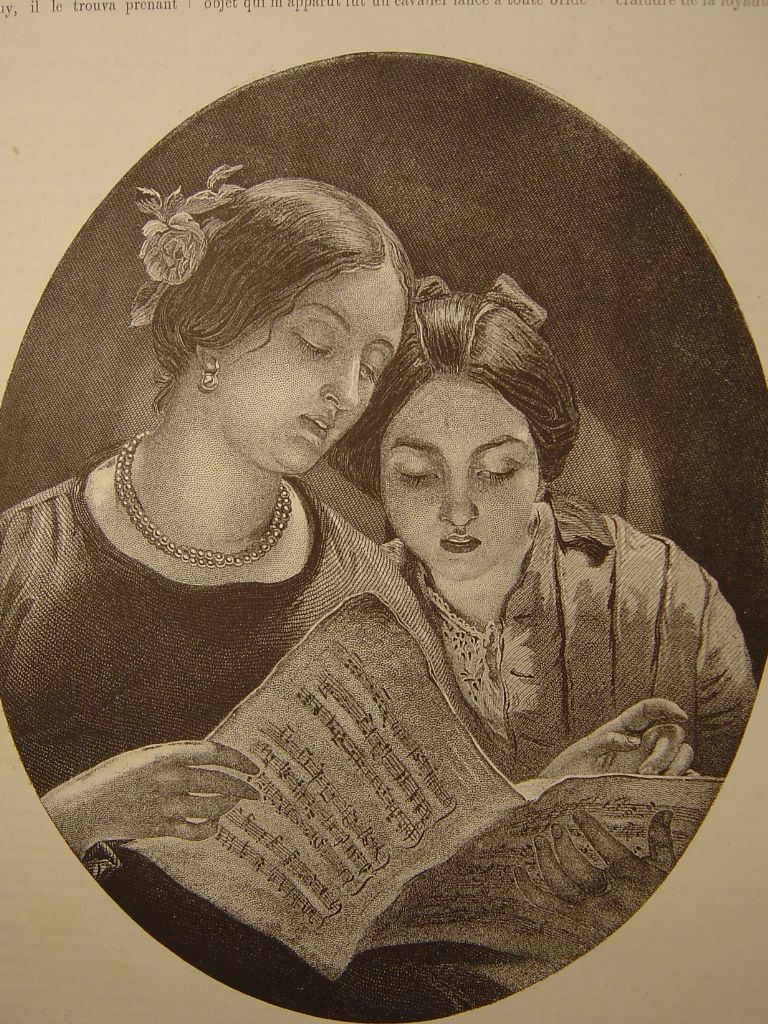
デュオ

## 関連紙誌
※発刊順に列記
- イラストレイテド・ロンドン・ニュース
- イリュストラシオン
- イルストリールテ・ツァイトゥング
- ラ・イルスタシオン
- ル・モンド・イリュストレ
- ユニヴェール・イリュストレ
- ル・トゥール・デュ・モンド
- イリュストラシオン・ユーロピエンヌ
- パリ・イリュストレ
- ラヴィ・イリュストレ